# Stanislau Shcharbachenia
Stanislau Shcharbachenia, né le 5 mars 1985 à Babrouïsk, est un rameur d'aviron biélorusse.

## Carrière
Il dispute quatre éditions des Jeux olympiques ; il est sixième de la finale de quatre de couple en 2004, septième de la finale de deux de couple en 2008, septième de la finale de quatre sans barreur en 2012 et cinquième de la finale de skiff en 2016.
Il est sacré champion du monde de deux avec barreur aux Championnats du monde d'aviron 2012.
Au niveau continental, il est médaillé d'argent de quatre de couple aux Championnats d'Europe d'aviron 2009 et de quatre sans barreur aux Championnats d'Europe d'aviron 2011 et médaillé de bronze de quatre de couple aux Championnats d'Europe d'aviron 2007 et de skiff en Championnats d'Europe d'aviron 2017.